# Irmãos Necrófilos
Irmãos Necrófilos é a expressão pela qual os irmãos Ibraim e Pedro Henrique de Oliveira ficaram conhecidos no Brasil durante a década de 1990, após uma série de assassinatos que cometeram ao longo de anos. Os irmãos foram acusados de assassinar 14 pessoas na Zona Rural do município de Nova Friburgo, Estado do Rio de Janeiro entre o período de fevereiro de 1991 e novembro de 1995. O modus operandi dos assassinos consistia em matarem as vítimas, ter relações sexuais com os cadáveres e mutilarem seus órgãos genitais.  Os peritos que analisaram os corpos detectaram sinais de necrofilia. Parte dos crimes ocorreu na região do Parque Estadual dos Três Picos. Durante as investigações, chegou-se a informação de que o número de vítimas dos irmãos seria maior: 22. No entanto, apenas 08 assassinatos foram comprovados. A polícia fez uma grande operação, durante quatro meses, nos municípios de Nova Friburgo, Bom Jardim e Sumidouro, todos localizados no Estado do Rio de Janeiro, para prender os assassinos. Em 16 dezembro de 1995, Ibrahim foi morto. Henrique permaneceu foragido até que se entregou em 18 de junho de 1996. Na ocasião da prisão, ele culpou o irmão, morto, pelo crime. No dia 1º de setembro de 2000, ele foi condenado pela Justiça a 34 anos de prisão.

## Biografia
Ibraim e Henrique de Oliveira nasceram e crescerem em uma família extremamente pobre. A família morava na zona rural do município de Nova Friburgo, Rio de Janeiro. Ibrahim e Henrique tinham mais dois irmãos, Márcia e Jailton, sendo Henrique o mais velho deles. O pai, Brás de Oliveira, era um homem do campo e, como tal, realizava trabalhos braçais. A mãe, Maria Luiza, sofria constantemente agressões físicas de seu marido, um homem alcoólatra e que costumava discutir e, posteriormente, agredi-la. Devido à infância muito humilde e por crescerem numa família desajustada, os irmãos jamais aprenderam a ler nem escrever, Devido à falta de escolaridade, além de serem muito pobres e de pele negra, as oportunidades de futuro para os irmãos eram quase nulas. Por isso, eles nunca saíram da área rural, não indo nem ao centro de Nova Friburgo.

## Crimes e vítimas

### 1ª Vítima: Eliana Macedo Xavier
Tinha 21 anos quando foi assassinada. Seu corpo foi encontrado no meio da mata no dia 15 de fevereiro de 1991.

### 2ª Vítima: Norma Claudia de Araújo
Morta em julho de 1991, seu corpo foi encontrado com as mesmas características da morte de Eliana. Assim, coincidentemente, as duas vítimas eram negras e moravam na mesma região. A criança também foi encontrada com um arame similar no pescoço e sinais de violência sexual após a sua morte.

### 3ª Vítima: João Carlos Maria da Rocha
Foi assassinado no dia 27 de fevereiro de 1995. Estava com sua esposa Elizete Ferreira Lima numa cachoeira na região de Nova Friburgo. Deixou sua esposa dormindo do lado da cachoeira e foi nadar. Em dado momento, João percebeu que um homem estava em cima de sua mulher. Para defender sua esposa, João entrou em luta corporal com o agressor, mas, acabou sendo morto por pedradas pelos irmãos necrófilos. Foi estuprado pelos irmãos após sua morte. 

### 4ª Vítima (sobrevivente): Elizete Ferreira Lima
Após ser obrigada a testemunhar o homicídio de seu marido, João Carlos Maia Rocha, Elizete foi arrastada pelos irmãos até um matagal, sendo estuprada em seguida. Aproveitando um momento de distração dos irmãos, Elizete conseguiu fugir, ainda nua e com cortes de canivete pelo corpo. Para escapar Elizete se jogou de um barranco, e acabou sendo encontrada por pessoas que caminhavam na região, que a socorreram para um hospital próximo. 

### 5ª Vítima: Vera Lúcia Damasceno
Tia de Ibraim e Henrique, foi morta a facadas e estuprada no dia 1 de abril de 1995. Seu corpo foi encontrado na mata, a cerca de 200 metros de sua casa, com um tronco dentro de sua vagina.

### 6ª Vítima: Odete de Carvalho
Morta em sua residência aos 56 anos de idade no dia 17 de maio de 1995. Seu corpo foi encontrado pelo seu marido, José Lapa. Foi atacada com golpes de foice e depois abusada sexualmente.

### 7ª Vítima: Maria Dorcileia Faltz
Foi atacada grávida e em sua residência por Ibraim e Henrique na frente do próprio filho, Adriano Faltz Gomes, de 9 anos de idade. Depois, foi arrastada para o alto da mata, onde foi estuprada enquanto era asfixiada com o próprio sutiã. Seu corpo foi encontrado no dia seguinte ao crime, segunda-feira, com sua genitália mutilada.

### 8ª Vítima: Adriano Faltz Gomes
Tinha 09 anos de idade, quando ao tentar defender sua mãe, dos ataques de Ibrahim e Henrique, foi golpeado por pauladas. Foi encontrado na cozinha de sua casa pelo pai, Izidio Onofre Gomes, apresentando muitos ferimentos e em estado grave. Chegou a ser socorrido pelo pai, mas acabou falecendo dois dias depois no hospital.

## Análise psicológica
Os irmãos Ibraim e Pedro Henrique de Oliveira, começaram a demonstrar prováveis traços de psicopatia ainda antes de começar a cometer seus crimes. Antes do primeiro homicídio, há relatos da época, de que o irmão mais novo, Ibraim, costumava matar animais e ter relações sexuais com as carcaças. Salienta-se também que os irmãos compartilham de uma história de vida envolvendo agressões cometidas pelo pai, durante o período da infância e adolescência, estando sujeitos a um ambiente tóxico.
Por esse motivo, não puderam desenvolver competências relacionais suficientes para um bom desenvolvimento pessoal, o que pode ajudar a entender o porquê destes indivíduos terem desenvolvido prazer em cometer os crimes, pois, possuíam total controle sobre suas vítimas. Há relatos de que Henrique era muito religioso e gostava apenas de assistir às mortes cometidas por seu irmão, Ibraim, que por sua vez, parecia ter sua ação de forma muito mais agressiva e direta, quase como se fosse, um quadro de histeria compartilhada.

## Perfil das vítimas e o racismo envolvido no caso
A maioria das vítimas dos irmãos necrófilos eram mulheres, pobres e negras. Devido ao grau de violência empregada pelo irmãos, o prefeito do município de Sumidouro (distante 45,3 km de Nova Friburgo e a 163 km da Capital, Rio de Janeiro) fez um apelo ao secretário de Segurança Pública do Estado. Em junho de 1995, o BOPE (Batalhão de Operações Especiais) foi enviado para prestar ajuda à polícia local. 
Paralelo a isso, casos de racismo começaram a se espalhar, fazendo com que a própria população do entorno, a qual mesmo conhecendo os irmãos, desconfiasse de todo e qualquer homem negro. Da mesma forma, quando a policia avistava dois homens negros andando juntos, sempre os abordava revistava-os. 